# Флаг Оккервиля
Флаг внутригородского муниципального образования муниципальный округ Оккерви́ль в Невском районе города Санкт-Петербурга Российской Федерации — опознавательно-правовой знак, служащий официальным символом муниципального образования и знаком единства его населения.
Флаг утверждён 18 января 2007 года и внесён в Государственный геральдический регистр Российской Федерации с присвоением регистрационного номера 2815.

## Описание
«Флаг муниципального образования муниципальный округ Оккервиль представляет собой прямоугольное полотнище с отношением ширины флага к длине − 2:3, воспроизводящее композицию герба муниципального образования муниципальный округ Оккервиль в синем, жёлтом и белом цветах».
Геральдическое описание герба гласит: «В лазоревом (синем, голубом) поле с такой же многократно пересечённой серебряными волнистыми нитями оконечностью и отвлечённым правым боковиком в цвет поля, сплошь покрытым золотыми берёзовыми ветвями с такими же листьями и серёжками, заходящем на оконечность — золотой всадник в европейской одежде XVII века (шляпе, плаще, сапогах) и кирасе на идущем золотом коне».

## Символика
Флаг составлен на основании герба муниципального образования муниципальный округ Оккервиль, в соответствии с традициями и правилами вексиллологии и отражает исторические, культурные, социально-экономические, национальные и иные местные традиции.
Золотой всадник в европейской одежде XVII века олицетворяет местную топонимику. Название реки Оккервиль появилось в XVII веке по фамилии шведского полковника Оккервиля, имевшего поблизости на берегу мызу.
Отвлечённый боковик в цвет поля, сплошь покрытый берёзовыми ветвями с листьями и серёжками символизирует расположение на территории муниципального образования муниципальный округ Оккервиль Парка Есенина.
Жёлтый цвет (золото) — верховенство, величие, слава, интеллект, постоянство, справедливость, добродетель, верность, уважение, великолепие.
Белый цвет (серебро) — совершенство, простота, правдивость, благородство, чистота помыслов, невинность, непорочность.
Синий цвет (лазурь) — знания, истина, слава, честь, верность, искренность, честность безупречность.